# Anacronistas
El término Anacronistas (anachronisti en italiano) engloba a un grupo de pintores romanos figurativos que surgió en la primera mitad de los años 1980. Además de por Italia, también se extendió el movimiento a Francia y España, en una tendencia que se ha denominado nuevo clasicismo, nuevo manierismo, hipermanieristas, citacionistas o pintura culta (nombre que le dio el crítico de arte Italo Tommasoni). La denominación pintura de la Nuova Maniera también se ha usado para los artistas de la transvanguardia italiana.
Estos artistas figurativos se inspiran en modelos del pasado, tanto de la pintura renacentista italiana, como en el manierismo y el barroco. Dentro de la pintura contemporánea, encuentran su antecedente en Giorgio De Chirico. No obstante, estos temas y estilos los tratan con cierta ironía y parodia, resultando a veces una caricatura. Su tema favorito es la figura humana, a la que (recordando al manierismo) retuercen y colocan en actitudes incómodas.
Su primera exposición se celebró en la galería La Tartaruga de Roma en 1980, interviniendo también en la 41.ª Bienal de venecia (1984).
Esta corriente ha tenido su eco en artistas posteriores de toda Europa; en España, han acusado su influencia autores de la nueva figuración madrileña (Guillermo Pérez Villalta, Chema Cobo, Carlos Franco) y otros más jóvenes como Antonio Gadea.

## Pintores anacronistas y seguidores
- Alberto Abate
- Jean-Michel Alberola
- Carlos Romano Archivado el 31 de marzo de 2013 en Wayback Machine.
- Dis Berlin
- Ubaldo Bertolini
- Lorenzo Bonechi
- Maurizio Calvezi
- Antonio Gadea Archivado el 18 de mayo de 2013 en Wayback Machine.
- Gérard Garouste
- Geneviève Laget
- Carlo Maria Mariani
- Guillermo Pérez Villalta
- Anne y Patrick Pirier
- Javier Rodríguez Quesada
- Salvo
- Stephano di Stasio